# ساعات العمل

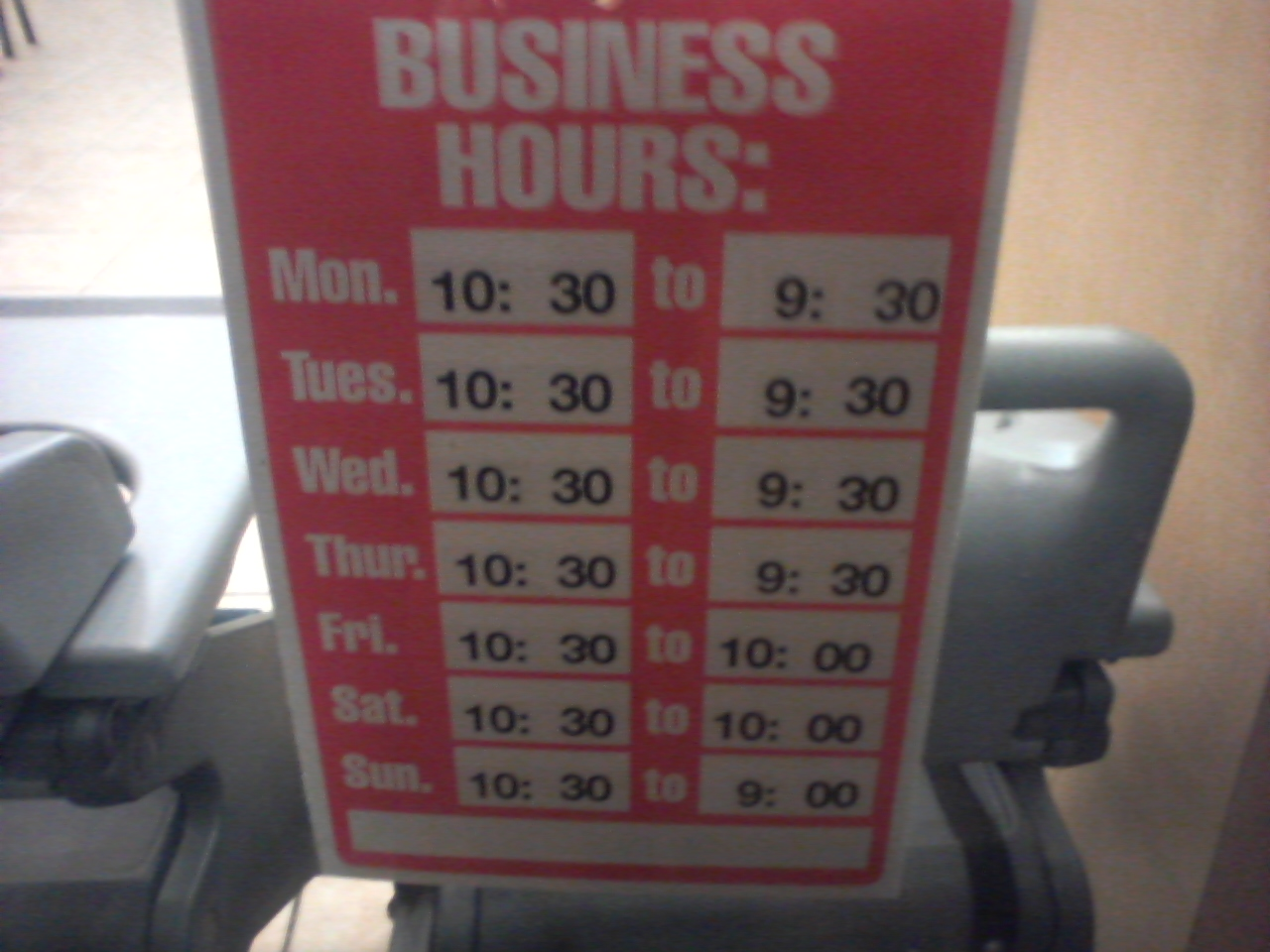

ساعات العمل، (بالإنجليزية: Business hours)‏، هي الساعات خلال اليوم، الذي يتم فيه إجراء العمل بشكل شائع.. وتختلف ساعات العمل المعتادة حسب البلد. ومن خلال الالتزام بالمعايير غير الرسمية الشائعة لساعات العمل، يمكن للعاملين التواصل مع بعضهم البعض بسهولة أكبر، وإيجاد فجوة ملائمة، بين «حياة العمل»، و«الحياة المنزلية».
في الولايات المتحدة، وكندا، والمملكة المتحدة، وأستراليا، تُعتبر الساعات ما بين الساعة 9 صباحًا و 5 مساءً (الساعات التقليدية " 9 إلى 5 ") ساعات عمل قياسية، رغم أن هذا يختلف في الولايات المتحدة، حسب المنطقة، بسبب التقاليد المحلية، والحاجة إلى إجراء الأعمال التجارية، عن طريق الهاتف، مع أشخاص في مناطق زمنية أخرى.
- على سبيل المثال، يتم إجراء الأعمال في شيكاغو غالبًا ما بين الساعة 8 صباحًا والساعة 4:30 مساءً، بينما تميل ساعات العمل في مدينة نيويورك إلى وقت متأخر — على سبيل المثال، من الساعة 10 صباحًا إلى الساعة 6 مساءً. في أيام السبت، تكون الشركات مفتوحة عادة من الساعة 8 أو 9 صباحًا حتى الظهر أو 1 مساءً.

- في المكسيك، تتراوح ساعات العمل المعتادة من 7 صباحًا إلى 2 مساءً ومن 4 مساءً إلى 6 مساءً. (على الأقل في مكسيكو سيتي، تفتح معظم المكاتب بين الساعة 8 و 10 صباحًا وتغلق حوالي الساعة 6 أو 7 مساءً. بعض المكاتب تغلق في وقت مبكر يوم الجمعة. يعمل العديد من المكاتب في موظفيها أيام السبت وحتى وقت الغداء (عادةً ما الساعة 2 مساءً) ربما لا تجد سوى المطاعم التي تقدم وجبة الإفطار مفتوحة في الساعة 7 صباحًا

- في فنلندا، تتبع الوكالات الحكومية والمؤسسات الأخرى الساعات من 8:00 صباحًا إلى 4:15 مساءً. البنوك عادة ما تكون مفتوحة حتى 4:30 مساء. يتم العمل المشترك من الاثنين إلى الجمعة، ولكن المتاجر الكبرى عادة ما تكون مفتوحة من السبت 9:00 حتي 6:00 مساءً، وفي أيام الأحد 12:00 مساءً - 9:00 مساءً، مع استثناءات.

- البلدان الأخرى لديها أنماط مختلفة لساعة العمل. يلاحظ العديد من العمال في المناخ الدافئ القيلولة خلال فترة ما بعد الظهر، بين الساعة 2 مساءً و 5 مساءً، مما يؤدي إلى توقف مؤقت في ساعات العمل، واستئناف العمل في المساء. La siesta هو مصطلح باللغة الإسبانية يشير إلى قيلولة قصيرة من 15-30 دقيقة.[1]

«ساعات العمل»، تحدث عادة في أيام الأسبوع، ومع ذلك، فإن أيام الأسبوع، التي تتم فيها الأعمال، تختلف أيضًا من منطقة إلى أخرى في العالم.

## ساعات العمل غير التقليدية
مددت العديد من الشركات والمؤسسات ساعات عمل، أو العمل المستمر 24 ساعة على مدار الأسبوع إذا كانت أعمالها مستمرة. على سبيل المثال، الفنادق، والمطارات، والمستشفيات، مفتوحة على مدار 24 ساعة في اليوم، ويمكن أن تتم المعاملات في أي وقت، مما يتطلب توفر الموظفين والإدارة في جميع الأوقات. مددت تكنولوجيا الاتصالات الحديثة مثل الهواتف الذكية يوم العمل.

## قيود
في بعض الولايات القضائية، قد تتطلب التشريعات أو اللوائح من الشركات الحد من ساعات تداولها. على سبيل المثال، تمنع بعض الدول الغربية بعض الشركات من التداول يوم الأحد، وهذا يعتبر تقليديًا يوم راحة.
الشركات التي تقدم الطعام الساخن، أو المشروبات الكحولية، مقيدة أيضًا في أوقات تداولها.

## الولايات المتحدة الأمريكية
في الولايات المتحدة، فرضت وزارة العمل الأمريكية على الشركات دفع مبالغ إضافية للأفراد الذين يعملون لأكثر من 40 ساعة في الأسبوع.
وعلى ذلك، لا تقوم الشركات في كثير من الأحيان، بجدولة موظفيها للعمل أكثر من 40 ساعة في الأسبوع، لأنهم يريدون تجنب دفع الأجور الإضافية لموظفيها.

## اليونان
في اليونان، عادة ما تكون ساعات العمل أيام الاثنين، والأربعاء، والسبت، من الساعة 9 صباحًا إلى الساعة 3 مساءً، بينما في أيام الثلاثاء، والخميس، والجمعة، عادة ما تكون من الساعة 9 صباحًا إلى الساعة 2 مساءً، وبعد القيلولة من الساعة 5:30 مساءً إلى الساعة 9 مساءً.
تتبع المتاجر الكبيرة، والسوبر ماركت، جدول ساعات العمل الممتدة، وهي مفتوحة من الاثنين إلى الجمعة من الساعة 9 صباحًا إلى الساعة 9 مساءً، وفي أيام السبت من الساعة 9 صباحًا إلى الساعة 8 مساءً.
يتم إغلاق جميع المتاجر عادة يوم الأحد، ولكن هناك عدة استثناءات على مدار العام. عادة ما تكون ساعات الخدمات المصرفية، والمدنية، من الاثنين إلى الجمعة من الساعة 8 صباحًا إلى الساعة 2 ظهرًا، 
ومع وجود اختلافات طفيفة، لكنها تكون مغلقة دائمًا في عطلات نهاية الأسبوع. وجميع المتاجر والمكاتب مغلقة في أيام العطلات الرسمية.

## المملكة العربية السعودية
قوانين وزارة العمل والتنمية الاجتماعية (السعودية)
- لا يجوز تشغيل العامل تشغيلاً فعلياً أكثر من (8) ساعات في اليوم الواحد، إذا اعتمد صاحب العمل المعيار اليومي. أو أكثر من (48) ساعة في الأسبوع، إذا اعتمد المعيار الأسبوعي. وتخفض ساعات العمل الفعلية خلال شهر رمضان للمسلمين، بحيث لا تزيد على (6) ساعات في اليوم، أو (36) ساعة في الأسبوع.
- تنظم ساعات العمل، وفترات الراحة خلال اليوم، بحيث لا يعمل العامل أكثر من خمس ساعات متتالية دون فترة للراحة، أو الصلاة، أو الطعام لا تقل عن نصف ساعة، في المرة الواحدة، خلال مجموع ساعات العمل، وبحيث لا يبقى العامل في مكان العمل، أكثر من اثنتي عشرة ساعة في اليوم الواحد.
- لا تدخل الفترات المخصصة للراحة، والصلاة، والطعام، ضمن ساعات العمل الفعلية، ولا يكون العامل خلال هذه الفترات تحت سيطرة صاحب العمل، ولا يجوز لصاحب العمل أن يلزم العامل بالبقاء خلالها في مكان العمل.
- تحدد ساعات العمل الفعلية في الأعمال التي تكون متقطعة بالضرورة ب (10) ساعات في اليوم تخفض إلى (8) ساعات خلال شهر رمضان المبارك على أن تعطى للعامل راحة لا تقل عن (10) ساعات متواصلة خلال كل (24) ساعة وعلى أن يمكن صاحب العمل العمال من أداء الصلوات في أوقاتها.
- تحدد ساعات العمل الفعلية للعمال المخصصين للحراسة، والنظافة، بمقدار (12) ساعة في اليوم، تخفض إلى (10) ساعات، خلال شهر رمضان المبارك، وعلى أن يمكن صاحب العمل، العمال من أداء الصلاة في أوقاتها.
- يجب ألا يتجاوز مجموع الوقت الذي يكلف به العامل، للقيام بالأعمال التجهيزية والتكميلية (30) دقيقة، تضاف إلى ساعات العمل، بحيث يخصص منها ما لا يتجاوز (15) دقيقة، للأعمال التجهيزية، وبما لا يتجاوز (15) دقيقة للأعمال التكميلية.
- وفي نوفمبر 2023 أصدر مجلس الوزراء السعودي، قرارا بخصوص ضوابط للعمل خارج أوقات الدوام الرسمي وأيام العطل والعيدين.[6]